# Ruggero Rovan
Ruggero Rovan (Trieste, 1877 - 3 de noviembre de 1965) fue un escultor italiano. Rovan creó "esculturas naturalistas y, a menudo, muy emocionales", y es considerado uno de los más grandes escultores y artistas de Trieste del siglo XX.

## Biografía
Rovan nació en Trieste en 1877. El era de una familia pobre. Estudió en la Scuola industriale de Trieste. Posteriormente estudió con el escultor local Vittorio Güttner. Una de las obras más antiguas de Rovan aún conservada es el busto de Arturo Fittke, firmado y fechado en 1896 en el hombro izquierdo. Entre sus primeras obras se encuentran también Mi prima Linda (1896), como sugiere el azulejo, un retrato de su prima Linda, el busto Dionisio Romanelli (1897) y algunos autorretratos. En 1900, después de haber cumplido el servicio militar en Graz, estuvo en la Academia de Bellas Artes de Munich. Entre sus obras de principios del siglo XX se encuentranIl El enemigo, premio Rittmeyer en 1905 y expuesto en la Bienal de Venecia ese mismo año, y La pensosa (1903). Durante el período alemán produjo una serie de bustos, incluso de niños, entre los que se encuentra Vittorio Güttner Junior. En 1906 realiza el molde de yeso Fiore d'ombra.
En 1902 ganó la beca Rittmeyer y se fue a estudiar a Roma durante tres años. Entre sus obras de la época romana se encuentra el Aurelio Arteta, presentado en 1906 a la Exposición Universal de Milán. Expuso en la Bienal de Venecia en 1905, 1920, 1948, y en 1913 tuvo su primera exposición personal en el Permanente di Trieste. Desde 1910, participó en las exposiciones más importantes, y fue visto y discutido por la "más alta crítica nacional y extranjera".
Entre sus obras de la década de 1910 se encuentran los mármoles Il sorriso (1910) y Busto de Alessandro Manussi (1910), y los moldes de yeso Natura (1910) y La madre (1913).
En las décadas de 1910 y 1920, Rovan recibió algunos encargos de monumentos funerarios, completando la Tumba Huber (1914), la Tumba Simonetta (1925) y, siguiendo un proyecto de Vito Timmel, la Tumba Mizzan (1925). También produjo el Monumento Rossi Tenze de Mayer, cuyo modelo de fundición de la parte central, llamado L'annegato y completado ya en 1915, fue la única escultura exhibida en el Permanente di Trieste de 1922.
En la década de 1920 produjo su aclamado Homo solus, que fue admitido en la Bienal de Venecia de 1922, pero no fue expuesto porque estaba hecho de yeso. Fue expuesto seis años después en la exposición de la comarca, donde fue elogiado con entusiasmo por Silvio Benco. La obra forma parte de un ciclo del artista, precedido por In sé (creado en la década de 1910) que termina con L'uomo stanco (1928). Homo solus es rodinesco y recuerda particularmente a Los burgueses de Calais, cuyo molde de yeso había sido expuesto en la bienal de 1901. Rodinesco es también su aclamado Il bacio (ca. 1900), cuya versión original se ha perdido.
Entre sus obras de la década de 1920 se encuentra el busto de yeso de su amigo Italo Svevo, completado apenas un año antes de la desaparición del escritor, que falleció el 13 de septiembre de 1928 en un accidente automovilístico. Tanto él como Svevo formaban parte del círculo de artistas del Caffè Garibaldi, cuyas obras a menudo se inspiraban en sus diálogos, en el trabajo artístico de cada uno y también en los propios amigos artistas. Otros miembros incluyeron a Umberto Saba, quien en 1921 dedicó su Canzoniere a sus "seis lectores" Bazlen, Romanellis, Giotti, Schiffrer, Rovan y Bolaffio. De este busto se dijo que presenta "la línea límpida y contundente del maduro Rovan, que en este caso interpreta bien la imagen del escritor, sobre todo en su expresión, que es hierática y realista". Es el único busto existente de Svevo de cuando el artista aún estaba vivo. Svevo apreció mucho el trabajo y se pagó a sí mismo por la fundición de bronce, mientras que Rovan se quedó con el modelo y lo expuso en varias exposiciones. En 1927 completó La carnosa, una pequeña terracota ahora en el Museo Revoltella, y en 1928 completó el bronce Ingenua y el yeso Donna semplice. En 1932 produjo el molde de yeso Eva. Rovan completó varios otros retratos de destacados intelectuales y artistas de la época, incluidos los de Giani Stuparich (1934) y Scipio Slataper (1955-56).
En 1935 se trasladó de nuevo a Roma, esta vez por trabajo, y vivió allí hasta 1947. Durante este período, también trabajó para la industria cinematográfica en Cinecittà.
Rovan murió el 3 de noviembre de 1965 en el Ospedale Maggiore de Trieste.